# Faedrus
Faedrus (asi 20 př. n. l. – asi 50) byl římský spisovatel, autor bajek. Původem byl pravděpodobně thrácký otrok z Pydna v římské provincii Makedonie (dnes v Řecku). Jeho tvorba spadá do období vlády císařů Augusta, Tiberia, Caliguly a Claudia. Faedrus je považován za prvního latinsky píšícího autora bajek, ačkoli ve skutečnosti pouze přeložil jambickým senárem řecké bajky připisovány Ezopovi.

## Život
Jak se zdá, Faedrus se sice narodil v Makedonii, ale už v dětství se dostal do Říma, neboť v prologu ke třetí knize svých bajek vzpomíná, že jako chlapec četl Quinta Ennia. Protože se v rukopise svého díla označuje jako Libertus Augusti (Augustův propuštěnec), tento císař mu pravděpodobně daroval svobodu.
Na základě některých narážek v téže knize se usuzuje, že básník upadl do nemilosti u Tiberiova všemocného prétoriánského velitele Seiana, a byl pohnán před soud, údajně kvůli některým bajkám, ve kterých se skrývala kritika režimu. Přesto Faedrus přežil jak Tiberiovu , tak Caligulovu vládu a zemřel kolem roku 50 našeho letopočtu.

## Dílo
V jeho době zůstávala bajka v římském prostředí opomíjeným žánrem stojícím mimo hlavního proud literární tvorby. Její okrajový význam pro římskou literaturu dosvědčuje i to, že když ji v této době konečně uchopil, bylo to prostřednictvím osoby s nejnižším společenským postavením - otroka. Dokonce ani vydání Faedrova bajkařského souboru nevyvolalo v římské společnosti větší zájem a jako autor unikl pozornosti významných literárních osobností své doby, a popravdě i dlouho poté. Římský literární kritik Marcus Fabius Quintilianus ho nepovažoval za hodného zmínky. Na několik zmínek o tomto "římském Ezopovi" lze natrefit u epigramatika Marcuse Valeria Martiala a pozdně antického básníka Aviena. Jiný pozdně antický básník Aurelius Prudentius Clemens Faedra imitoval.
Faedrův počin neměl v římské tradici obdoby, nicméně Faedrus se omezil na přebásnění původní prozaické látky řeckých ezopských bajek do latiny. Různorodým řeckým předlohám přitom dal jednotný styl a ráz (které si s nimi dnes spojujeme), tedy výhradní užití zvířat jako protagonistů a uvedení poučení na úvod nebo závěr bajky. K některým bajkám Faedrus přimíchal anekdoty z běžného života, kterým nechybí satirický duch a které lze považovat za jeho nejoriginálnější přínos.
Faedrus je uváděn jako autor přibližně 90 bajek rozdělených do pěti knih. Zdá se však, že některé bajky zůstávají roztroušené po dalších anonymních rukopisech. Připisuje se mu například téměř s jistotou dalších 30 bajek ze sbírky Appendix Perottino, nazvané podle jeho vydavatele, Niccola Perottiho, arcibiskupa ze Siponto, žijícího v 15. století. Rukopis obsahoval 64 Faedrových bajek s uvedeným autorstvím, další byli anonymní.
Nevíme kdy byly Faedrovy bajky přesně vydány, asi až po roce 43, jelikož Seneca, vyjadřující se v tom roce k formě bajky, se o Faedrovi nezmiňuje.
Faedrovy bajky ovlivnily středověkou kulturu. Řada středověkých vydání byla sice anonymních, nebo s pseudoautorstvím (např. Kodex Romulus), každopádně posloužila pro obnovu žánru a jako vzor pro bajky nové.